# Vi damer
Vi Damer var en damtidning "i väskformat" som startades 1944 av Saxon & Lindströms förlag i Stockholm.
Tidningen kom ut en gång i månaden fram till 1963; de sista numren hade namnet Nya Vi damer.

## Redaktion
- Håkan D.Lindsröm – ansvarig utgivare
- Anna Greta Valentin – redaktör
- Åke Stenbom – Layout